# 埃斯泰尔齐利
埃斯泰尔齐利（義大利語：Esterzili），是意大利撒丁大区南撒丁省的一个市镇。总面积100.78平方公里，人口762人，人口密度7.6人/平方公里（2009年）。ISTAT代码为092112。